# 東京スマイル農業協同組合
東京スマイル農業協同組合（とうきょうスマイルのうぎょうきょうどうくみあい、略称JA東京スマイル、東京スマイル農協）は、東京都葛飾区に本店を置き、足立区・葛飾区・江戸川区・江東区で事業を行う農業協同組合である。

## 店舗
- 本部（〒125-0063東京都葛飾区白鳥四丁目11-17）
- 足立支店（〒120-0011東京都足立区中央本町1丁目4-3）
- 葛飾支店（〒125-0063東京都葛飾区白鳥4丁目11-15）
- 江戸川支店（〒132-0023東京都江戸川区西一之江3丁目4-7）
- 高野支店（〒123-0873東京都足立区扇2丁目43-11）
- 伊興支店（〒121-0823東京都足立区伊興3丁目7-29）
- 花畑支店（〒121-0062東京都足立区南花畑3丁目9-14）
- 皿沼支店（〒123-0862東京都足立区皿沼1丁目1-2）
- 北綾瀬支店（〒120-0006東京都足立区谷中2丁目1-5）
- 柴又支店（〒125-0052東京都葛飾区柴又6丁目6-2）
- 水元支店（〒125-0035東京都葛飾区南水元4丁目11-13）
- 奥戸支店（〒124-0022東京都葛飾区奥戸2丁目40-1）
- 新葛西支店（〒134-0081東京都江戸川区北葛西4丁目25-24）
- 鎌田支店（〒132-0013東京都江戸川区江戸川1丁目48-11）
- 鹿骨支店（〒133-0073東京都江戸川区鹿骨4丁目8-4）
- 経済営農センター（〒132-0023東京都江戸川区西一之江3丁目4-7）
- 葬祭センター（〒120-0003東京都足立区東和3丁目14-30）
- 葛飾元気野菜直売所（〒125-0052東京都葛飾区柴又4丁目28-2）